# باول بوسي
باول بوسي (بالفرنسية: Paul Bossi)‏ هو لاعب كرة قدم لوكسمبورغي في مركز الهجوم، ولد في 22 يوليو 1991 في لوكسمبورغ. شارك مع منتخب لوكسمبورغ لكرة القدم. أما مع النوادي، فقد لعب مع نادي بروغريس نيدركورن ونادي فولا إيش.

## وصلات خارجية
- باول بوسي على موقع الاتحاد الدولي (مؤرشف)  (الإنجليزية)
- باول بوسي على موقع قاعدة بيانات كرة القدم.إي يو (الإنجليزية)
- باول بوسي على موقع ناشيونال فوتبول تيمز (الإنجليزية)
- باول بوسي على موقع Soccerway.com (الإنجليزية)